# Johann Ludwig von Fabrice

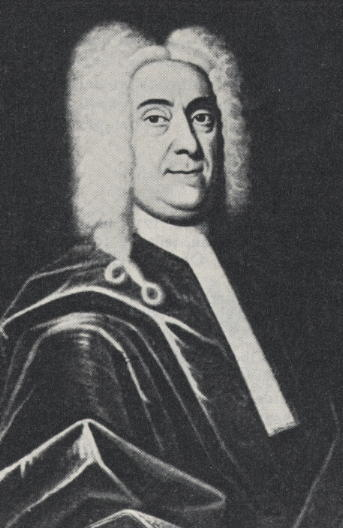
Bildnis Johann Ludwig von Fabrice

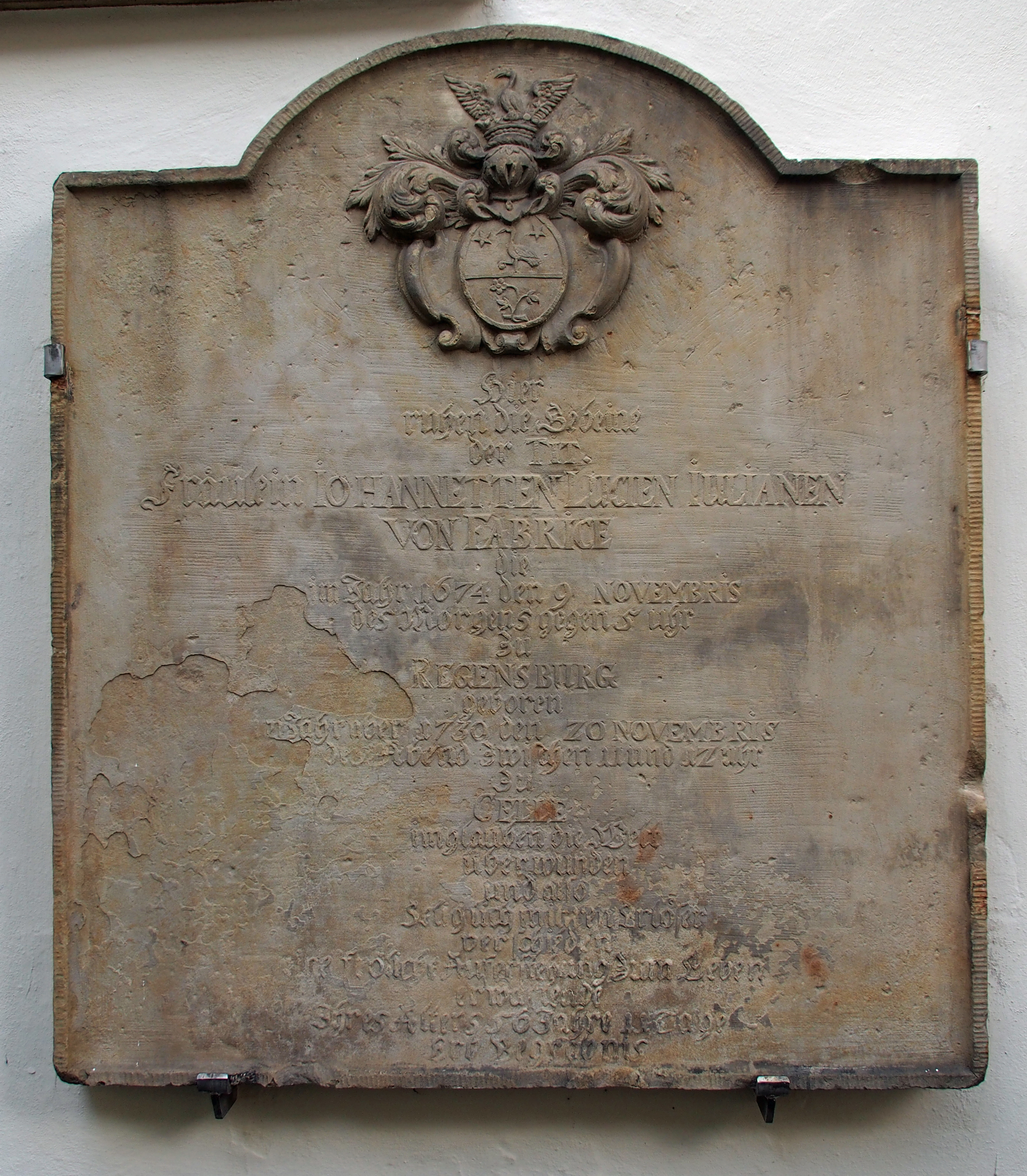
Grabplatte der Schwester Johannette an der Stadtkirche St. Marien (Celle) mit dem Wappen der Familie von Fabrice

Johann Ludwig von Fabrice (* 17. Juni 1676 in Regensburg; † 3. Mai 1733 in Ratzeburg) war ein deutscher Diplomat und Staatsmann in den Diensten von Kurhannover.

## Leben
Johann Ludwig war ein Sohn von Weipart Ludwig von Fabrice. Er wurde 1696 an der Universität Gießen immatrikuliert. 1703 kam er in Celle als Kriegsrat in den Dienst des Herzogs Georg Wilhelm; 1706 wurde er Geheimer Legationsrat und war diplomatisch tätig.
1722 wurde Fabrice zum ersten Direktor der kaiserlichen Exekutionskasse in Boizenburg ernannt. In dieser Funktion arbeitete er mit Maximilian von Schütz als zweitem Direktor zusammen. Dieser war mit Amalia Margaretha von Fabrice, einer Nichte zweiten Grades von Johann Ludwig, verheiratet. Nach der Thronbesteigung Georgs II. wurde Fabrice von diesem zum Landdrosten und Direktor der Regierung des Herzogtum Sachsen-Lauenburg in Ratzeburg ernannt.
Johann Ludwig Fabrice war seit dem 23. Mai 1713 verheiratet mit Bertha Elisabeth von Grote (1689–1769) und hatte zwei Töchter, Lucie Charlotte und Marianne Hippolite.